# Голыбин, Ренат Андреевич
Рена́т Андре́евич Голы́бин (род. 30 августа 2005) — российский футболист, полузащитник клуба «КАМАЗ».

## Клубная карьера
Воспитанник московского ЦСКА. Присоединился к Академии армейского клуба в 2017 году. 19 июля 2023 года подписал долгосрочный контракт с ЦСКА. 25 мая 2024 года в матче 30-го тура чемпионата России против «Урала» (2:0) дебютировал за ЦСКА, выйдя на замену в конце матча.
В июле 2024 года появилась информация, что «Нефтехимик» хочет арендовать Голыбина. 1 августа 2024 года перешёл в команду из Нижнекамска на правах аренды. 21 сентября 2024 года в матче Первой лиги против «Алании» (0:0) он дебютировал за «Нефтехимик», выйдя на замену на 79-й минуте. 22 января 2025 года по завершении арендного соглашения полузащитник вернулся в ЦСКА.
2 февраля 2025 года Ренат Голыбин перешёл в «КАМАЗ», подписав контракт до конца июня 2026 года. 1 марта 2025 года в матче Первой лиги против тульского «Арсенала» (2:1) он дебютировал за новый клуб, выйдя на замену на 65-й минуте.

## Клубная статистика
| Выступление      | Выступление      | Выступление      | Чемпионат | Чемпионат | Кубки | Кубки | Итого | Итого |
| Клуб             | Лига             | Сезон            | Игры      | Голы      | Игры  | Голы  | Игры  | Голы  |
| ---------------- | ---------------- | ---------------- | --------- | --------- | ----- | ----- | ----- | ----- |
| ЦСКА (Москва)    | Премьер-лига     | 2023/24          | 1         | 0         | 0     | 0     | 1     | 0     |
| ЦСКА (Москва)    | Итого            | Итого            | 1         | 0         | 0     | 0     | 1     | 0     |
| → Нефтехимик     | Первая лига      | 2024/25          | 8         | 0         | 1     | 0     | 9     | 0     |
| → Нефтехимик     | Итого            | Итого            | 8         | 0         | 1     | 0     | 9     | 0     |
| КАМАЗ            | Первая лига      | 2024/25          | 8         | 0         | 0     | 0     | 8     | 0     |
| КАМАЗ            | Первая лига      | 2025/26          | 1         | 0         | 0     | 0     | 1     | 0     |
| КАМАЗ            | Итого            | Итого            | 9         | 0         | 0     | 0     | 9     | 0     |
| Всего за карьеру | Всего за карьеру | Всего за карьеру | 18        | 0         | 1     | 0     | 19    | 0     |